# Ikue Ōtani
Ikue Ōtani (大谷 育江?, Ōtani Ikue; Tōkyō, 18 agosto 1965) è un'attrice e doppiatrice giapponese.
Lavora per la Mausu Promotion.
Nelle traslitterazioni del suo nome nei titoli di alcuni lavori da lei eseguiti, il suo nome è scritto Ikue Ohtani, come nei titoli di Pokémon, dove doppia il ruolo per il quale è più nota: Pikachu. È anche la doppiatrice principale di TonyTony Chopper in One Piece.

## Doppiaggio

### Anime TV
- Nadja (Rita Rossi)
- Astro Boy (Nina)
- Let's & Go - Sulle ali di un turbo (Jiromaru Takaba)
- Seikai no senki (Seelnay)
- Detective Conan (Mitsuhiko Tsuburaya)
- DNA² (Mashi)
- Flint a spasso nel tempo (Obiru)
- Gulliver Boy (Edison)
- Hamtaro (Oshare-chan)
- Harukanaru yoki no naka de (Fujihime)
- Un fiocco per sognare, un fiocco per cambiare (Himi, Erika)
- Puni Puni Poemi (Hitomi Aasu)
- Inuyasha (Koryu)
- Jūni Senshi Bakuretsu Eto Ranger (Usaki, Butashichi)
- Kannazuki no miko (Miyako, Saotome Makoto)
- PaRappa the Rapper (Uee, Sweety Bancha)
- Zatch Bell! (Zatch Bell) (episodi 1-140)
- Kujibiki Unbalance (Renko Kamishakuji)
- Le bizzarre avventure di JoJo: Stardust Crusaders (Mannish Boy)
- Le bizzarre avventure di JoJo: Stone Ocean (Neonato verde)
- Mobile Battleship Nadesico (Yukina Shiratori)
- Monster (Eruza)
- Moon Mask Rider (Yamamoto Naoto (Stagione 2))
- Naruto (Konohamaru)
- Nightwalker (Guni)
- Oh, mia dea! (Sora Hasegawa)
- Magica DoReMi (Hanna, Majo Monroe)
- One Piece (TonyTony Chopper, Sanji (da bambino))
- Pokémon (Pikachu, Corsola, Mime Jr., Glameow)
- PoPoLoCrois (Papuu)
- PriPara (Unicorn)
- Sailor Moon Sailor Stars (Sailor Tin Nyanko/Suzu Nyanko)
- Sailor Moon S (U-Chouten)
- Shadow Skill (Kyuo)
- Smile Pretty Cure! (Candy)
- Slayers Next (Kira)
- SuperDoll Rika-chan (Katrina)
- ToHeart (Rio Hinayama)
- Tokyo Underground (Ciel Messiah)
- I cieli di Escaflowne (Merle)
- Yu degli spettri (Masaru, Natsumiko)

### OAV
- Cool Devices (Kana)
- Gate Keepers 21 (Ayane Isuzu)
- Legend of the Galactic Heroes (Margaret Fuon Herukusuhaima)
- Majokko Tsukune-chan (Kanako)
- Nurse Witch Komugi (Koyori Kokubunji, Maya)
- Oh, mia dea! (Sora Hasegawa)
- Magica DoReMi (Hanna, Majo Monroe)
- Twin Signal (Signal)
- Variable Geo (Manami Kusunoki)
- My Fair Masseuse (MOMOKO)

### Film
- Film di Pokémon (Pikachu)
- Pokémon: Detective Pikachu (Detective Pikachu)
- Film di Detective Conan (Mitsuhiko Tsuburaya)
- Film di One Piece (TonyTony Chopper)
- Eiga Pretty Cure All Stars New Stage - Mirai no tomodachi (Candy)
- Eiga Smile Pretty Cure! - Ehon no naka wa minna chiguhagu! (Candy)
- Eiga Pretty Cure All Stars New Stage 2 - Kokoro no tomodachi (Candy)
- I miei vicini Yamada (Nonoko Yamada)
- Tu sei al di là - Over the Sky (Gimon)

### Videogiochi
- Yū Yū Hakusho Final: Makai Saikyō Retsuden (Shura)
- Guardian Heroes (Nando M. Conyace, Nicole Neil)
- FIST (Ai)
- Tengai Makyō: Daiyon no Mokushiroku (Magu)
- Mega Man Legends (Data, Bon Bonne, Museum Curator)
- Tenchu: Stealth Assassins (Principessa Kiku)
- Daraku Tenshi: The Fallen Angels (Yuiran)
- Gunbird 2 (Marion)
- The Fallen Angels (Yuiran)
- Brave Fencer Musashi (Topo)
- Pokémon Giallo (Pikachu)
- Hey You, Pikachu! (Pikachu)
- Super Smash Bros. (Pikachu, Goldeen, Starmie)
- Pokémon Snap (Pikachu, Starmie)
- Pokémon Pinball (Pikachu)
- Pokémon Stadium (Pikachu)
- The Misadventures of Tron Bonne (Bon Bonne)
- Pop'n Tanks! (Puella, Felina)
- Mega Man Legends 2 (Data, Bon Bonne)
- Pokémon Puzzle League (Pikachu)
- Pokémon Stadium 2 (Pikachu)
- Sonic Shuffle (Lumina Flowlight, NiGHTS)
- Eithea (Harmy)
- Shenmue II (Fangmei Xun)
- Super Smash Bros. Melee (Pikachu)
- La Pucelle: Tactics (Eringa)
- One Piece: Grand Battle! 2 (TonyTony Chopper)
- Tenchu: Wrath of Heaven (Principessa Kiku)
- Pokémon Channel (Pikachu)
- Pokémon Pinball: Rubino e Zaffiro (Pikachu)
- Naruto: Ultimate Ninja (Konohamaru Sarutobi)
- One Piece: Grand Battle 3 (TonyTony Chopper)
- Blood Will Tell: Tezuka Osamu's Dororo (Dororo)
- Tenchu: Fatal Shadows (Principessa Kiku)
- Advance Guardian Heroes (Nicole Neil)
- Under the Skin (Cosmi)
- Pokémon Dash (Pikachu)
- One Piece: Grand Battle! Rush! (TonyTony Chopper)
- Wild Arms 4 (Lady Gunner, Jane Maxwell)
- Fighting for One Piece (TonyTony Chopper)
- Naruto: Uzumaki Chronicles (Konohamaru Sarutobi)
- Key of Heaven (Yui Min, discepolo di Suzaku)
- One Piece: Pirates' Carnival (TonyTony Chopper)
- Tales of the Abyss (Fon Master Ion, Sync the Tempest)
- Naruto: Ultimate Ninja 3 (Konohamaru Sarutobi)
- Kingdom Hearts II (Vivi)
- Battle Stadium D.O.N (TonyTony Chopper)
- Naruto: Ultimate Ninja 4 (Konohamaru Sarutobi)
- One Piece: Unlimited Adventure (TonyTony Chopper)
- Detective Conan: Il caso Mirapolis (Mitsushiko Tsuburaya)
- Naruto: Ultimate Ninja 5 (Konohamaru Sarutobi)
- Super Smash Bros. Brawl (Pikachu, Goldeen)
- To Love Ru: Exciting Outdoor School Version (Ichigo)
- One Piece Unlimited Cruise 1: Il Tesoro Sommerso (TonyTony Chopper)
- One Piece Unlimited Cruise 2: Il Risveglio di un Eroe (Tony Tony Chopper)
- PokéPark Wii: La grande avventura di Pikachu (Pikachu, Corsola)
- Ar Tonelico Qoga: Knell of Ar Ciel (Mute)
- Naruto Shippuden: Kizuna Drive (Konohamaru Sarutobi)
- Naruto Shippuden: Ultimate Ninja Storm 2 (Konohamaru Sarutobi)
- Nora to Toki no Kōbō: Kiri no Mori no Majo (Keke)
- One Piece: Pirate Warriors (TonyTony Chopper)
- Fire Emblem: Awakening (Tiki)
- Code of Princess (Lady Zozo)
- One Piece: Pirate Warriors 2 (TonyTony Chopper)
- Naruto Shippuden: Ultimate Ninja Storm 3 (Konohamaru Sarutobi)
- Love Live! School Idol Festival (Morgana)
- Pokémon X e Y (Pikachu)
- Tales of Link (Fon Master Ion, Sync the Tempest)
- One Piece: Unlimited World Red (TonyTony Chopper)
- Banca Pokémon (Pikachu)
- Granblue Fantasy (Morgana, TonyTony Chopper)
- Naruto Shippuden: Ultimate Ninja Storm Revolution (Konohamaru Sarutobi)
- LittleBigPlanet 3 (Vera)
- Super Smash Bros. per Nintendo 3DS e Wii U (Pikachu, Goldeen)
- Pokémon Rubino Omega e Zaffiro Alpha (Pikachu)
- One Piece: Pirate Warriors 3 (TonyTony Chopper)
- Corpse Party: Blood Drive (Sachiko Shinozaki, Yoshie Shinozaki)
- Pokkén Tournament (Pikachu, Pikachu Libre)
- Corpse Party (Sachiko Shinozaki)
- Tales of Asteria (Sync the Tempest)
- Project X Zone 2 (Tiki)
- JoJo's Bizarre Adventure: Eyes of Heaven (Mannish Boy)
- Detective Pikachu (Pikachu)
- Naruto Shippuden: Ultimate Ninja Storm 4 (Konohamaru Sarutobi)
- One Piece: Burning Blood (TonyTony Chopper)
- Pokémon Go (Pikachu)
- Persona 5 (Morgana)
- World of Final Fantasy (Vivi)
- Pokémon Sole e Luna (Pikachu)
- Dissidia Final Fantasy: Opera Omnia (Vivi)
- Fire Emblem Heroes (Tiki (adulta))
- Tales of the Rays (Fon Master Ion, Sync the Tempest)
- Another Eden: The Cat Beyond Time and Space (Nopaew, Morgana)
- Pokémon Ultrasole e Ultraluna (Pikachu)
- Persona 5: Dancing in Starlight (Morgana)
- One Piece Grand Cruise (TonyTony Chopper)
- Dragalia Lost (Morgana)
- Pokémon Let's Go, Pikachu! e Let's Go, Eevee! (Pikachu)
- Persona Q2: New Cinema Labyrinth (Morgana)
- Super Smash Bros. Ultimate (Pikachu, Goldeen, Tiki, Morgana)
- Catherine: Full Body (Morgana)
- One Piece: World Seeker (TonyTonyChopper)
- Last Cloudia (Morgana)
- Pokémon Rumble Rush (Pikachu)
- Pokémon Masters EX (Pikachu)
- Persona 5 Royal (Morgana)
- Pokémon Spada e Scudo (Pikachu)
- Pokémon Home (Pikachu)
- Persona 5 Strikers (Morgana)
- One Piece: Pirate Warriors 4 (TonyTony Chopper)
- Tales of Crestoria (Sync the Tempest)
- Cookie Run: Kingdom (Pancake Cookie)
- Pokémon Unite (Pikachu)
- Pokémon Diamante Lucente e Perla Splendente (Pikachu)
- Chocobo GP (Vivi)
- Fullmetal Alchemist Mobile (Morgana)
- One Piece Odyssey (TonyTony Chopper)
- Persona 5 Tactica (Morgana)
- Naruto x Boruto Ultimate Ninja Storm Connections (Konohamaru Sarutobi)
- The Hundred Line: Last Defense Academy (NIGOU)
- Arknights (Yu)

## Ruoli doppiati
- Alvin rock 'n' roll (Eleanor Miller)
- Animaniacs (Dot Warner)
- E.R. - Medici in prima linea (Wendy Goldman)
- Gli amici di papà (Stephanie Tanner)
- The Little Engine That Could (film) (Grumpella)
- Serie di Alla ricerca della Valle Incantata (Chomper)
- My Little Pony - L'amicizia è magica (Apple Bloom)
- Pucca (Pucca)
- Shining (Danny Torrance)
- Stuart Little - Un topolino in gamba (George Little)
- Waterworld (Enola)